# Dirty Diana
Dirty Diana è un brano musicale scritto, composto e interpretato dal cantante statunitense Michael Jackson, estratto il 18 aprile 1988 come quinto singolo dal suo settimo album in studio Bad (1987).
Fu uno dei cinque singoli consecutivi estratti dall'album ad arrivare alla posizione numero 1 della classifica generale di Billboard, piazzandosi alla numero 1 anche nella classifica europea.
Nel 2018 è stato certificato Disco di platino dalla RIAA per vendite oltre un milione di copie negli Stati Uniti.

## Descrizione

### Composizione
Il pezzo, di genere hard rock, è stato scritto e composto dallo stesso Michael Jackson, prodotto da Quincy Jones e registrato con la collaborazione di Steve Stevens, storico chitarrista di Billy Idol, che esegue l'assolo centrale. Jackson si era cimentato già in un pezzo stile hard rock nell'album precedente nella canzone Beat It. Sia Jackson che Quincy Jones volevano dare inoltre al pezzo un'atmosfera live, per questo inserirono all'inizio e alla fine della canzone delle urla di una folla ad un concerto ed inoltre un'atmosfera cinematografica con un intro volutamente teso e drammatico.

### Significato
Per anni si è discusso sull'identità della ragazza della canzone: alcuni sostenevano che si trattasse di Diana Ross, che da giovane si pensa abbia avuto una relazione con Jackson, altri invece che si trattasse di una groupie, altri ancora che fosse stata ispirata da Lady Diana. Quincy Jones, nel 2001, in un'intervista inserita nell'edizione speciale di Bad, affermò che la canzone fu ispirata dalle groupie, ovvero quelle ragazze che accompagnavano le rockstar in gran parte delle loro tournée. L'ipotesi che si tratti della Ross è stata ampiamente smentita, dato che la stessa ha poi spesso usato il brano come introduzione durante i suoi concerti prima di salire sul palco. Michael Jackson ha inoltre confermato nel corso di un'intervista del 1997 con Barbara Walters, che il testo non fa riferimento nemmeno alla principessa Diana; lei anzi aveva personalmente confidato al cantante che si trattava del suo brano preferito nel repertorio di Jackson. Pare semplicemente che Jackson avesse scelto il nome "Diana" perché suonava bene all'interno del pezzo.

## Accoglienza
La canzone ha ricevuto in complesso pareri contrastanti tra loro da parte dei critici di musica contemporanea: Stephen Thomas Erlewine di AllMusic ha ritenuto che il singolo, insieme a Man in the Mirror, mostrava il lato musicale peggiore di Michael Jackson, mentre Robert Christgau ha definito Dirty Diana come una delle migliori canzoni hard rock composte da Jackson in tutta la sua carriera. Jon Pareles, giornalista del New York Times, ha fatto notare come il brano «mescola le paure sessuali di Billie Jean con la chitarra hard rock di Beat It». Davitt Sigerson di Rolling Stone ha dato alla canzone una recensione molto positiva e ha considerato che sono pezzi come questo che hanno reso l'album Bad «più ricco, più sexy e più variegato rispetto a Thriller». Jennifer Clay di Yahoo! Music ha invece commentato che, nonostante l'ottimo lavoro svolto da Jackson, il pezzo non raggiungeva i livelli toccati con Thriller.

## Video musicale
Il video musicale della canzone è stato diretto da Joe Pytka e lo scenario è quello di un concerto dal vivo; in realtà il video fu registrato in studio con comparse nelle parti degli spettatori. Il videoclip mostra Jackson mentre si esibisce davanti ad un pubblico, illuminato dall'alto con un'unica fonte di luce di colore blu, accompagnato dalla sua band e dai chitarristi Jennifer Batten e Steve Stevens, inframezzato dalle immagini di una donna, di cui vediamo solo le gambe, la modella Lisa Dean, che interpreta la misteriosa "Diana". Finito il concerto, Jackson viene accompagnato alla sua macchina e, con grande sconcerto, al suo interno trova ad aspettarlo la ragazza che interpreta la protagonista del pezzo, ovvero Diana.
Il video è stato premiato come "Video Numero Uno dell'Anno" durante la prima edizione dei World Music Awards, tenutasi il 14 aprile 1989.
Il video è stato pubblicato per la prima volta nel 2003 nella compilation video su DVD, Number Ones, nel 2006 è stato ripubblicato in DualDisc nel box set Visionary mentre nel 2010 nel box set Michael Jackson's Vision.

## Promozione
Dirty Diana  è stata eseguita durante tutte le date del Bad World Tour tra il 1987 e il 1989, nelle quali veniva eseguita con un'intonazione inferiore di 3 semitoni a causa dell'enorme sforzo che Jackson avrebbe dovuto eseguire per tenere l'intonazione originale. Ciò non avvenne negli spettacoli al Madison Square Garden, durante i quali l'intonazione venne abbassata di soli 2 semitoni. Il concerto di New York è inoltre ricordato perché durante l'esecuzione di Dirty Diana, Jackson si dimenticò una parte del testo, continuando comunque ad esibirsi e riuscendo a completare la canzone.
Michael Jackson ha rivelato che la canzone era prevista in scaletta anche per il concerto tenuto al Wembley Stadium il 16 luglio del 1988; tuttavia il cantante sentiva che il testo del brano poteva rivelarsi offensivo nei confronti di Diana Spencer, principessa del Galles, che avrebbe assistito al concerto quella sera, e decise dunque inizialmente di rimuoverlo. Jackson incontrò poi la principessa insieme al marito Carlo, principe di Galles, riferendole che aveva rimosso la canzone dalla scaletta; è stato a quel punto che Diana lo avvertì che quella era invece una delle sue canzoni preferite, convincendolo quindi a eseguirla anche in quell'occasione, davanti alla famiglia reale. Tale esibizione può essere vista nel DVD pubblicato nel 2012, Michael Jackson Live at Wembley July 16, 1988.
La canzone è stata provata da Jackson anche per il residency show This Is It del 2009, poi cancellato a causa dell'improvvisa morte del cantante avvenuta il 25 giugno dello stesso anno.

## Successo commerciale
Il brano ha ottenuto successo in tutto il mondo, raggiungendo la top 10 di diversi paesi come Regno Unito, Francia, Svizzera, Germania e Nuova Zelanda. Fu il quinto singolo consecutivo (e anche l'ultimo) estratto da Bad ad arrivare alla posizione numero 1 della Billboard Hot 100 negli Stati Uniti. Ciò permise a Jackson di diventare il primo artista di sempre ad aver avuto cinque hit consecutive tratte dallo stesso disco capaci di raggiungere la vetta della classifica.
Il singolo è rientrato in classifica nel 2006, a seguito della ristampa come parte del cofanetto Visionary: The Video Singles, e nel 2009, dopo la prematura morte di Jackson.

## Tracce
Vinile 7"
1. Dirty Diana – 4:42
2. Dirty Diana (Instrumental) – 4:42

CD
1. Dirty Diana (Single Version) – 4:42
2. Dirty Diana (Instrumental) – 4:42
3. Dirty Diana (Album Version) – 4:52

CD maxi
1. Dirty Diana – 4:42
2. Dirty Diana (Instrumental) – 4:42
3. Bad (Dance Extended Mix) – 8:24

The Visionary Single
1. Dirty Diana – 4:40
2. Dirty Diana (Instrumental) – 4:40
3. Dirty Diana – 5:08

### Versioni
1. Dirty Diana (Album Version) (presente nella prima edizione dell'album Bad) – 4:52
2. Dirty Diana (Single Version) (talvolta chiamata "Single Edit", "Single Version", "7" Edit", "7" Mix" o "7" Version". Ha sostituito la versione originale in tutte le ristampe dell'album Bad a cura della Sony Music a partire dal 1988) – 4:42
3. Dirty Diana (Instrumental) (dal missaggio della versione singolo) – 4:42

## Crediti
- Scritta e composta da Michael Jackson
- Prodotta da Quincy Jones
- Co-prodotta da Michael Jackson
- Arrangiamento vocale di Michael Jackson
- Arrangiamento ritmico di Michael Jackson, John Barnes e Jerry Hey
- Arrangiamento strumenti a corda di John Barnes
- Batteria di John Robinson
- Sintetizzatori di John Barnes, Michael Boddicker and Randy Waldman
- Effetti digitali al Synclavier di Christopher Currell
- Chitarra solista  di Steve Stevens

## Classifiche

### Classifiche settimanali
| Classifica (1988)     | Posizione massima |
| --------------------- | ----------------- |
| Australia             | 27                |
| Austria               | 7                 |
| Belgio (Fiandre)      | 1                 |
| Canada                | 5                 |
| Europa                | 1                 |
| Finlandia             | 15                |
| Francia               | 9                 |
| Germania              | 3                 |
| Irlanda               | 3                 |
| Italia                | 23                |
| Nuova Zelanda         | 5                 |
| Paesi Bassi           | 2                 |
| Regno Unito           | 4                 |
| Spagna                | 16                |
| Stati Uniti           | 1                 |
| Stati Uniti (R&B)     | 5                 |
| Svizzera              | 3                 |
| Classifica (2006)     | Posizione massima |
| Francia               | 62                |
| Irlanda               | 20                |
| Italia                | 36                |
| Paesi Bassi           | 22                |
| Regno Unito           | 17                |
| Spagna                | 1                 |
| Classifica (2009)     | Posizione massima |
| Austria               | 22                |
| Danimarca             | 5                 |
| Europa (digital)      | 20                |
| Germania              | 22                |
| Italia                | 49                |
| Norvegia              | 17                |
| Paesi Bassi           | 23                |
| Regno Unito           | 26                |
| Stati Uniti (digital) | 32                |
| Svezia                | 29                |
| Svizzera              | 13                |

### Classifiche di fine anno
| Classifica (1988) | Posizione |
| ----------------- | --------- |
| Austria           | 9         |
| Belgio (Fiandre)  | 9         |
| Francia           | 52        |
| Germania          | 15        |
| Paesi Bassi       | 31        |
| Stati Uniti       | 61        |
| Svizzera          | 6         |